# For the Love of God (película)
For the Love of God es un cortometraje de animación dirigido por Joe Tucker y estrenado el 28 de febrero de 2007 en Reino Unido. El actor y comediante Steve Coogan es el encargado de prestar su voz a Graham, el personaje protagonista que vive con su madre (doblada por Julia Davis) y su mascota Jackdaw (Ian McKellen) en una librería cristiana. El corto ha ganado un total de seis premios, entre los que destaca el de «Mejor cortometraje animado» en el Festival Internacional de Cine de Chicago. 